# David Ramsey
David Paul Ramsey (Detroit, Michigan, 17 de novembro de 1971) é um ator estadunidense, mais conhecido por interpretar Anton Briggs na série Dexter, pelo filme Mother and Child e pela série da CW Arrow, na qual interpretou John Diggle, que também é o vigilante Espartano, além de melhor amigo do protagonista Oliver Queen.

## Vida e carreira
Ramsey nasceu em Detroit, Michigan e foi o quarto dos cinco filhos de Jeraldine e Nathaniel Ramsey. Depois de uma peça de teatro feita na igreja, ele começou com seu interesse pela profissão de ator. Posteriormente, depois de se formar na Mumford High School, ele ingressou na Wayne State University. David teve seu primeiro papel em Scared Stiff mas sua carreira engrenou em 1995, quando começou a ter pequenos papéis em filmes e séries de televisão. Ele estrelou filmes como O Professor Aloprado, A Very Brady Sequel, Con Air e A Short Wait Between Trains.
De 1997 a 1998, ele esteve na série da UPN, Good News, estrelando como o Pastor David Randolph. Em 2000, ele estrelou como Muhammad Ali no telefilme da Fox, Ali: An American Hero. Mais tarde no mesmo ano, ele apareceu em Pay It Forward e fez um papel recorrente em For Your Love. Ramsey também teve outros papéis recorrentes em All of Us, The West Wing, CSI: Crime Scene Investigation, Ghost Whisperer, Wildfire e Hollywood Residential. De 2008 a 2009, David apareceu em 17 episódios da série Dexter como Anton Briggs, um informante confidencial. Também apareceu em um episódio de Grey's Anatomy e na série Outlaw em 2010.
Em 2012, David Ramsey teve seu primeiro grande papel na televisão. Ele foi incluído no elenco principal de Arrow, série da CW, onde interpreta John Diggle, um ex-militar que Oliver Queen contrata para ser seu guarda-costas; mais tarde Diggle se torna parceiro de Oliver em sua luta por justiça contra aqueles que envenenam sua cidade. A série fez um grande sucesso e teve oito temporadas, com Ramsey no elenco principal até o fim.
Ramsey é lutador de artes marciais, sendo faixa preta em jeet kune do. Ele também estudou boxe e taekwondo, e têm treinado kickboxing.

## Filmografia
| Ano       | Filme/Série                                     | Papel                       | Notas                                                               |
| --------- | ----------------------------------------------- | --------------------------- | ------------------------------------------------------------------- |
| 1987      | Scared Stiff                                    | George Masterson            |                                                                     |
| 1995      | Murder One                                      | Reporter #3                 |                                                                     |
| 1996      | Deutschlandlied                                 | Georgel                     |                                                                     |
| 1996      | Space: Above and Beyond                         | Supervisor                  |                                                                     |
| 1996      | O Professor Aloprado                            | Student                     |                                                                     |
| 1996      | A Very Brady Sequel                             | Brent, the Lifeguard        |                                                                     |
| 1996      | Her Costly Affair                               | Shep Walker                 |                                                                     |
| 1997      | Con Air                                         | Londell                     |                                                                     |
| 1998      | A Short Wait Between Trains                     | Jenkins                     |                                                                     |
| 1998      | Good News                                       | Pastor David Randolph       |                                                                     |
| 1998      | CHiPs '99                                       | Officer Sergeant McFall     |                                                                     |
| 1998      | Mama Flora's Family                             | Booker Palmer (Adulto)      |                                                                     |
| 1999      | Mutiny                                          | Vernon Nettles              |                                                                     |
| 1999      | Three to Tango                                  | Bill                        |                                                                     |
| 2000      | Ali: An American Hero                           | Muhammad Ali                |                                                                     |
| 2000      | Pay It Forward                                  | Sidney Parker               |                                                                     |
| 2000      | For Your Love                                   | Brian                       |                                                                     |
| 2001      | Girlfriends                                     | Randall                     |                                                                     |
| 2001      | Thieves                                         | Agent Victor                |                                                                     |
| 2001      | Mr. Bones                                       | Vince Lee                   |                                                                     |
| 2002      | For the People                                  |                             |                                                                     |
| 2002      | Romeo Fire                                      |                             |                                                                     |
| 2002      | The Guardian                                    | Debord's Lawyer             |                                                                     |
| 2002-2003 | One on One                                      | Jayden                      |                                                                     |
| 2003      | The Flannerys                                   |                             |                                                                     |
| 2003      | Strong Medicine                                 | Jake Cortese                |                                                                     |
| 2003      | Navy NCIS: Naval Criminal Investigative Service | Special Agent Richard Owens |                                                                     |
| 2004      | Crossing Jordan                                 | Agent Scannell              |                                                                     |
| 2004      | CSI: Miami                                      | Officer Everhart            |                                                                     |
| 2004      | Charmed                                         | Upper Level Demon           |                                                                     |
| 2004      | Hair Show                                       | Cliff                       |                                                                     |
| 2004      | Second Time Around                              | Travis Byrd                 |                                                                     |
| 2005      | Central Booking                                 | Troy Stonebreaker           |                                                                     |
| 2005      | Huff                                            | Clay                        |                                                                     |
| 2005      | Resurrection: The J.R. Richard Story            | J.R. Richard                | Produzido por Benjamin O. Jimerson-Phillips                         |
| 2005      | All of Us                                       | Rusty                       |                                                                     |
| 2005      | Bathsheba                                       | King David                  |                                                                     |
| 2005      | Jane Doe: The Wrong Face                        | Mac                         |                                                                     |
| 2005-2008 | Ghost Whisperer                                 | Will                        |                                                                     |
| 2006      | Hello Sister, Goodbye Life                      | Uncle Dennis Klein          |                                                                     |
| 2006      | The West Wing                                   | Santos's Turnout Briefer    |                                                                     |
| 2006      | Fatal Contact: Bird Flu in America              | Curtis Ansen                |                                                                     |
| 2006      | CSI: Crime Scene Investigation                  | Gerald Crowley              |                                                                     |
| 2007      | Criminal Minds                                  | Wakeland                    |                                                                     |
| 2007      | The Death and Life of Bobby Z                   | Wayne                       |                                                                     |
| 2007      | Journeyman                                      | Det. Wilson Hargreaves      |                                                                     |
| 2008      | Wildfire                                        | Dr. Noah Gleason            |                                                                     |
| 2008      | Hollywood Residential                           | Don Merritt                 |                                                                     |
| 2008      | The Coverup                                     | Bill Daily                  |                                                                     |
| 2008-2009 | Dexter                                          | Anton Briggs                | Nomeado - Screen Actors Guild para melhor elenco de série dramática |
| 2009      | The Rub                                         | Cam Stewart                 |                                                                     |
| 2009      | Mother and Child                                | Joseph                      |                                                                     |
| 2009      | Castle                                          | Jim Wheeler                 |                                                                     |
| 2010      | Grey's Anatomy                                  | Jimmy Thompson              | Episódio: "Sympathy for the Parents"                                |
| 2010      | Outlaw                                          | Al Druzinsky                | Elenco principal                                                    |
| 2011-2017 | Blue Bloods                                     | Prefeito Carter Poole       | Elenco recorrente                                                   |
| 2012-2020 | Arrow                                           | John Diggle                 | Elenco principal                                                    |